# Карладово
Карладово (на гръцки: Μηλιά, Милия, катаревуса: Μηλέα, Милеа, до 1926 година Καρλάτ, Карлат) е село в Егейска Македония, Гърция, в дем Мъглен (Алмопия), административна област Централна Македония.

## География
Селото се намира на 143 m надморска височина на 2 km североизточно от Къпиняни, в котловината Мъглен (Моглена), до реката Карадере.

## История
Край Карладово е открит античен мраморен погребален релеф, на който двама млади хора стоят пред седяща женска фигура. Открити са и погребални мраморни плочи с надписи на гръцки и латински.

### В Османската империя
В османски данъчни регистри на немюсюлманското население от казата Йенидже Вардар от 1632-1633 година е отбелязано село Каларад с 30 джизие ханета (домакинства).
Според Стефан Веркович към края на XIX век Карладово е българо-мохамеданско селище с мъжко население 358 души и 90 домакинства. Съгласно статистиката на Васил Кънчов („Македония. Етнография и статистика“) към 1900 година в Кърладово, Ениджевардарска каза, живеят 105 българи християни и 675 българи мохамедани. Същевременно селото е показано и като Кърладово във Воденска каза с 200 жители българи мохамедани. Според Тодор Симовски за Карладово се отнасят и данните за село Корово - 105 българи християни и 165 българи мохамедани.
Екзархийската статистика за Воденската каза от 1912 година показва селото със 150 български християнски и 700 мюсюлмански жители.
При избухването на Балканската война в 1912 година един човек от Карладово е доброволец в Македоно-одринското опълчение.

### В Гърция
През войната селото е окупирано от гръцки части и след Междусъюзническата война остава в Гърция. Боривое Милоевич пише в 1921 година („Южна Македония“), че Карладово има 260 къщи славяни мохамедани.
В 1924 година мюсюлманското му население се изселва в Турция и на негово място са настанени 615 туркогласни гърци бежанци, които донасят камбаната и иконите на църквата си, както и елиногласни гърци от Курсули в околностите на Панормос (Бандърма). В 1926 година името е преведено на гръцки като Милеа или Милияс (Μηλιάς), ябълка. Според преброяването от 1928 година селото е смесено местно-бежанско със 169 бежански семейства и 508 души. Местните жители са по-малобройни от бежанците.
Джамията е превърната в църква „Свети Георги“. Днешната църква е посветена на Рождество Богородично, като бежанците донасят смятана за чудотворна икона от Мала Азия.
Селото е богато, тъй като землището му се напоява добре от Мъгленица. Произвежда се десертно грозде, овошки, тютюн.
В 1981 година селото има 787 жители. Според изследване от 1993 година селото е смесено бежанско-„славофонско“ и в него „македонският“ и турският език са запазени на средно ниво.
| Име  | Име   | Ново име | Ново име | Описание                    |
| ---- | ----- | -------- | -------- | --------------------------- |
| Лозя | Λόζια | Амбелия  | Αμπέλια  | местност на СИ от Карладово |

| Година    | 1913 | 1920 | 1928 | 1940 | 1951 | 1961 | 1971 | 1981 | 1991 | 2001 | 2011 | 2021 |
| --------- | ---- | ---- | ---- | ---- | ---- | ---- | ---- | ---- | ---- | ---- | ---- | ---- |
| Население | 789  | 605  | 668  | 982  |      |      | 845  | 787  | 769  | 542  | 558  | 431  |

## Личности
Родени в Карладово
- Тодор Темелков (1880 – ?), македоно-одрински опълченец, четата на Яне Сандански[14]